# Hypnotix
Hypnotix ist eine tschechische Trance-Dub-Band, die 1988 in Prag gegründet wurde. Die Band veröffentlichte eine Reihe von Platten, unter anderem auf dem deutschen Label African Dance Records, und hatte eine Reihe von Touren durch ganz Europa.

## Geschichte
Das erste Album Rastaman in Prague wurde 1990 veröffentlicht.
Seit der Gründung arbeitete die Gruppe mit dem senegalesischen Dichter und Tänzer Bourama Badji zusammen. Nach dem Ausstieg von Badji wurde die Band durch den Sänger und Rapper Strictly Orange verstärkt, einem ehemaligen Mitglied der Prager Band Skyline. In dieser Phase veröffentlicht Hypnotix ein elektrolastiges Album mit dem Namen Bagua.
Seit 2005 arbeiten Hypnotix an einem Projekt namens Where the Spirit Lives und veröffentlichten 2006 ein gleichnamiges Album.
Bis 2009 ging die Band auf Tour und arbeitet laut ihrer Website seit 2014 wieder im Studio.

## Stil
Die Idee war es anfangs, hypnotische Rhythmen mit Jazz-Improvisation und Rockmusik zu kombinieren. Die Musik ist von afrikanischen Rhythmen inspiriert.
Noch deutlich als Dub- und Reggae-Gruppe begonnen, nahmen, mit der Zusammenarbeit mit dem bengalischen Sänger Mohsin Mortaba, ab 2001 andere Einflüsse zu. Musikalisch bewegte sich die Gruppe mit westafrikanischen Rhythmen auf indischen Melodielinien.

## Diskografie

### Alben
- 1990: Rastaman in Prague (Bonton)
- 1993: New World Order (Monitor / EMI, 1997 bei African Dance wiederveröffentlicht)
- 1995: Right Time (Popron)
- 1999: Witness of Our Time (Globus Music)[3]
- 2001: Kumah – Spirit of the World (Globus Music)
- 2001: Remax (remixes) (Globus Music)
- 2003: Bagua (XRecords, Baraka el Farnatschi)
- 2005: Selection One (Popron)
- 2006: Where the Spirit Lives (Popron)

### EPs und Singles
- 1998: Global Fusion Remixes (EP, African Dance)
- 2001: Waato Sitah (Single, Globus Music)

### DVDs
- 2009: 20 (Popron)